# Kleine sint-jansvlinder
De kleine sint-jansvlinder (Zygaena viciae) is een dagactieve nachtvlinder uit de familie Zygaenidae, de Bloeddrupjes. Met een spanwijdte van ongeveer 30 tot 35 millimeter is het een vrij kleine vlinder.
De waardplanten zijn soorten wikke, met name vogelwikke, gewone rolklaver, honingklaver en veldlathyrus. De soort overwintert als rups.
De soort komt verspreid over Europa voor. In Nederland is het een zeer zeldzame soort, die sinds 1994 weer in Zuid-Limburg wordt waargenomen. In België is de soort zeldzaam uit het zuiden. De vliegtijd is juni en juli.